# Пожар във влак в Червен бряг
Пожарът в нощния бърз влак София – Кардам е железопътен инцидент, който възниква на 28 февруари 2008 г. във влакова пътническа композиция на БДЖ при ненапълно изяснени обстоятелства, при което загиват 9 пътници.

## Пожарът
Пожарът възниква около 23:40 във втория по ред спален второкласен вагон (кушет-вагон) вагон на влак № 2637, пътуващ от София през искърското дефиле и дунавската равнина за Кардам и бързо се разраства към съседния спален второкласен вагон. Трагичният инцидент става при навлизането на влака в индустриалната зона на Червен бряг, като по разписание влакът спира в Червен бряг. Пътуващите в спалния второкласен вагон са 27 души, в второкласния спален кушет-вагон 35, а в целия влак са общо 150 пътници. След възникването на пожара влакът е спрян и започва евакуация на пътниците. Огънят е загасен около 05.30 със съдействието на пожарникари от Плевен. В пожара умират трагично 9 пътници, намиращи се във второкласния спален кушет-вагон, сред които и директорът на Националния археологически музей Рашо Рашев. Обгорелите до почти пълна неузнаваемост тела на деветте жертви са идентифицирани няколко дни по-късно.
На 5 март 2008 в страната е обявен Ден на национален траур в памет на загиналите пътници: Антоанета Апостолова, Валерия Желева, Галина Иванова, Даниел Вичев, Елена Халачева, Калчо Енчев, Мая Мишева, Рашо Рашев, Стоян Ковачев. Община Шумен обявява траур на 4 март, а община Добрич също на 5 март.

## Разследване
Разследващите органи започват проверка по няколко основни версии за възникването на пожара, между които: терористичен акт, пожар, предизвикан от шумна компания, например изпусната по невнимание запалена цигара или лула в някоя от спалните кабини, техническа неизправност в осветителната електрическа инсталация или предполагаемо недостатъчно обмислени и реализирани точно навреме действия  от страна на влаковия превозен персонал.
На 6 март 2008 в XL народно събрание е създадена временна анкетна комисия за проучване на причините за пожара във влака София – Кардам и нормативната уредба, свързана с безопасността на железопътния транспорт. Комисията, която е с двумесечен срок на действие, се състои от 14 народни представители от различни партии и с председател от ДПС. Коалиция за България има 4 представител, ДПС – 3 (2 + председателско място), НДСВ – 2, БНД, ОДС, БНС и Атака – по 1 човек, както и независим член. ДСБ отказва полагащото ѝ се място, в резултат на което окончателният състав на комисията е от 13 души.
На 7 март 2008 експертът по антитероризъм Христо Смоленов казва пред вестник „Труд“, че най-вероятна е версията за терористичен акт, тъй като се оказва, че огнищата на пожара са 2 и е невъзможно пожарът да е възникнал без външна намеса. За такава възможност намеква и друг експерт по антитероризъм – Иван Бояджиев.
По-късно през същия ден директорът на Националната следствена служба Бойко Найденов обявява, че при разследванията на този етап не са намерени следи от атентат. В хода на разследването става ясно, че огнището на пожара е едно.
На 12 март 2008 прокуратурата съобщава, че основна версия за възникването на пожара е късо съединение в едно от таванните или стенните осветителни тела в 6-то купе на спалния второкласен туристически кушет-вагон .

## Съдебен процес
През май 2010 окръжният съд в Плевен признава за виновни и осъжда на затвор двама железничари - шафнера на пламналия кушет-вагон Георги Георгиев и началника на композицията Иванка Костадинова „за немарливо изпълнение на служебните им задължения и неосигуряване на безопасни условия на пътуващите във влака, което е довело до смърт на повече от един човек“. Тези присъди са намалени на 2-ра инстанция, а през септември 2011  присъдите са отменени от Върховния касационен съд, който връща делото за преразглеждане на втора инстанция. Според върховния касационен съд (ВКС) регионалният великотърновски съд е допуснал грешка, понеже е оправдал тогавашния заместник-директор по експлоатацията на „Спални и специални вагони“ Георги Иванов, по чието нареждане страничните врати, освен с „ключ-каре“, който в единия си край е с квадратна леко скосена в края си форма, следва огъване на 90 градуса, а в другия му край има квадратно гнездо, чиято дължина е ~ 1,9 см, са заключвани и с щифт, прекарван в овален жлеб, нитован на вратата (тази откъм жп перон) и рамката ѝ .